# New Firm
De New Firm is de term die gebruikt wordt om de derby en de daarbij horende onderlinge rivaliteit tussen de Schotse voetbalclubs Aberdeen en Dundee United aan te duiden. 
De naam is afkomstig uit de jaren 80, toen zowel Aberdeen als Dundee United tot de top van het Schotse voetbal behoorden, ten koste van de gevestigde topclubs Rangers en Celtic. De naam is dan ook afgeleid van de derby tussen laatstgenoemde ploegen, The Old Firm.
Met de New Firm wordt ook weleens verwezen naar een Deense voetbalderby, Brøndby IF tegen FC Kopenhagen.